# جایزه افتخاری انجمن معماران لهستان
جایزه افتخاری انجمن معماران لهستان (انگلیسی: SARP Honorary Award) یکی از دو جایزهٔ برجسته و مهم در معماری در کشور لهستان است که به‌طور سالیانه توسط انجمن معماران لهستان به‌پاسِ یک عمر دستاورد برجسته در زمینهٔ معماری، اهدا می‌شود و روزنامهٔ «گازتا ویبورچا» و روزنامهٔ «گازتا آسوکتسینا» آن را، به‌عنوان «معتبرترین جایزهٔ معماری» در لهستان معرفی نمودند.
این جایزه از سال ۱۹۶۶ میلادی اهدا می‌شود و از آن تاریخ، به معماران معاصر متعددی اعطا شده‌است.

## برخی از برندگان این جایزه
- ۱۹۷۱ - یان زاخفاتوویچ
- ۱۹۷۸ -هالینا اسکیبنیفسکا
- ۱۹۸۴ - بوخدان لاخرت
- ۱۹۹۴ - روموآلد لوگلر
- ۱۹۹۹ - ریشارد یورکوفسکی
- ۲۰۰۲ - ماچی میووبنسکی
- ۲۰۰۳ - استفان کوریوویچ
- ۲۰۰۸ - ماریان فیکوس
- ۲۰۱۵ - آندژی بولاندا و ووجیمیژ موخا
- ۲۰۱۷ - وویچیخ زابوتسکی